# Лоренс (Небраска)
Лоренс (енгл. Lawrence) град је у америчкој савезној држави Небраска.

## Демографија
По попису из 2010. године број становника је 304, што је 8 (-2,6%) становника мање него 2000. године.
| Група             | 2000.       | 2010.       |
| Белци             | 307 (98,4%) | 301 (99,0%) |
| Афроамериканци    | 0 (0,0%)    | 0 (0,0%)    |
| Азијати           | 0 (0,0%)    | 1 (0,3%)    |
| Хиспаноамериканци | 5 (1,6%)    | 0 (0,0%)    |
| Укупно            | 312         | 304         |